# Прохладний (Білоярський міський округ)
Прохла́дний (рос. Прохладный) — селище у складі Білоярського міського округу Свердловської області.
Населення — 678 осіб (2010, 531 у 2002).
Національний склад станом на 2002 рік: росіяни — 66 %.